# World Skate
Międzynarodowa Federacja Sportów Wrotkarskich (ang. World Skate, skrót WS) – międzynarodowa organizacja pozarządowa, zrzeszająca 130 narodowych federacji sportów wrotkarskich.

## Historia
Federacja została założona we wrześniu 2017 roku w Nankinie po połączeniu 2 organizacji Fédération Internationale de Roller Sports (FIRS) i International Skateboarding Federation (ISF).

## Członkostwo
- ARISF
- GAISF
- IWGA

## Dyscypliny
- Hokej in-line
- Hokej na wrotkach
- Inline Alpine
- Inline Downhill
- Inline Freestyle
- Roller derby
- Roller freestyle
- Skateboarding
- Wrotkarstwo szybkie
- Wrotkarstwo figurowe
- Hulajnoga wyczynowa

## Mistrzostwa świata
- Inline Alpine World Championships (od 2008 roku).
- Inline Downhill World Championships (od 2000 roku).
- Inline Freestyle World Championships (od 2007 roku).
- Mistrzostwa świata w hokeju in-line (od 1996 roku).
- Mistrzostwa świata w hokeju na rolkach kobiet (od 1992 roku).
- Mistrzostwa świata w hokeju na rolkach mężczyzn (od 1936 roku).
- Mistrzostwa świata w roller derby (od 2011 roku: kobiety. od 2014 roku: mężczyźni).
- Mistrzostwa świata we wrotkarstwie figurowym (od 2002 roku).
- Mistrzostwa świata we wrotkarstwie szybkim (od 1937 roku).
- Mistrzostwa świata World Skate Games (od 2017 roku).